# Антонінська селищна територіальна громада
Антонінська селищна територіальна громада — територіальна громада в Україні, у Хмельницькому районі Хмельницької області. Адміністративний центр — смт Антоніни.
Площа громади — 403,713 км², населення — 10 732 особи (2019).
Утворена 12 серпня 2017 року шляхом об'єднання Антонінської селищної ради і Васьківчицької, Великомедведівської, Великоорлинської, Великосалиської, Криворудської, Терешківської сільських рад Красилівського району.
12 червня 2020 року до громади приєднані Гриценківська, Корчівська, Кременчуківська, Ледянська та Севрюківська сільські ради.

## Населені пункти
До складу громади входять 1 селише (Антоніни) і 33 села:
- Васьківчики
- Велика Медведівка
- Велика Салиха
- Великі Орлинці
- Великі Юначки
- Гриценки
- Долинівці
- Закриниччя
- Зелена
- Ключівка
- Красівка
- Корчівка
- Кременчуки
- Криворудка
- Кучманівка
- Ледянка
- Лісова Волиця
- Мала Салиха
- Маленки
- Малі Пузирки
- Малі Юначки
- Медці
- Нова Криворудка
- Нові Терешки
- Решнівка
- Рублянка
- Севрюки
- Терешки
- Тріски
- Трусилівка
- Федорівка
- Юзіно
- Якимівці